# Il cavaliere dei draghi
Il cavaliere dei draghi è un romanzo fantasy per ragazzi del 1997 della scrittrice tedesca Cornelia Funke.

## Trama
L'ultima valle abitata dai draghi sta per essere invasa dagli uomini. Il giovane drago Lung è stanco di vivere nascosto, per questo lui e Fiore di Zolfo (un coboldo femmina) decidono di partire alla ricerca della Terra ai Confini del Cielo, un luogo incantato nel quale i draghi possono vivere al sicuro e lontani dagli uomini. Ai due si uniscono poi un ragazzino senzatetto chiamato Ben ed un omuncolo di nome Filo di Ragno. Il gruppo affronterà innumerevoli peripezie per scappare dal nemico, Stralidor, Colui Che Come Oro Sfavilla, e raggiungere il prefissato obiettivo.

## Edizioni
- Cornelia Funke, Il cavaliere dei draghi, traduzione di Roberta Magnaghi, 2ª ed., collana Narrativa, Fabbri, 2005,  p. 547, ISBN 88-451-1491-0.